# Jan Juriewicz Hlebowicz
Jan Juriewicz Hlebowicz (Chlebowicz) herbu Leliwa (ur. 1480, zm. 1549) – kanclerz wielki litewski od 1546, wojewoda wileński od 1542, wojewoda połocki od 1532, wojewoda witebski od 1529, starosta żyżmorski, raduński i mścisławski od 1527, marszałek litewski od 1516.

## Życiorys
Jan Hlebowicz był synem wojewody smoleńskiego Jerzego, a bratem Mikołaja. Należał do stronników dworu i był zaufanym powiernikiem królowej Bony, której m.in. zawdzięczał swą karierę. Odegrał znaczną rolę w wojnie moskiewskiej (1534–1536), szczególnie w rokowaniach pokojowych. W 1535 dowodząc wraz z Janem Radziwiłłem i Jerzym Słuckim jedną z trzech armii litewskich, której zadaniem było osłanianie pod Połockiem działań głównej armii, nie potrafił zapobiec utracie Siebieża. W lutym 1536 wraz z hetmanem polnym litewskim Andrzejem Niemirowiczem starał się odbić Siebież, lecz przeprowadzona przez niego próba była nieudana. W grudniu tego samego roku wyjechał na czele poselstwa litewskiego do Moskwy. Udało mu się zawrzeć 5-letni rozejm, pozostawiający przy Litwie Homel, przy Moskwie zaś Siebież i całą prawie Siewierszczyznę. W 1542 wyjechał ponownie do Moskwy i zawarł układ o przedłużenie rozejmu na dalszych 7 lat. Po powrocie otrzymał starostwo bobrujskie i borysowskie, a 5 maja 1542, wakujące od śmierci Olbrachta Gasztołda, województwo wileńskie.
Jan Hlebowicz był wrogiem rodziny Radziwiłłów. Po bezpotomnej śmierci Stanisława Gasztołda (grudzień 1542) zastosował wobec pozostałej po Gasztołdzie wdowy – Barbary Radziwiłłówny – przepis z litewskiego prawa o całkowitej stracie mienia wygasłej rodziny na rzecz skarbu hospodarskiego. Pozostał sprzymierzeńcem królowej Bony, zwalczanej przez litewskich separatystów. Z tego powodu został odosobniony wśród panów Rady, choć trzeba podkreślić, że zajmował między nimi naczelne stanowisko. Na głośnym sejmie litewskim w Brześciu (1544) jego obrona królowej spotkała się z powszechnym i burzliwym protestem. Mimo to Hlebowicz nie zawahał się wystąpić przeciwko oddaniu rządów na Litwie Zygmuntowi Augustowi za życia ojca i obstawał za ściślejszym związkiem Litwy z Koroną. Utworzył wraz z Chodkiewiczami i Ościkowiczami opozycję przeciwko rosnącym wpływom Radziwiłłów. Jednakże śmierć Hlebowicza (23 kwietnia 1549) przeszkodziła mu stanąć do decydującej walki z Radziwiłłami. Pozostałe po nim urzędy oraz starostwo borysowskie otrzymał Mikołaj Radziwiłł Czarny, którego nienawiść do Hlebowicza przeniosła się na pozostałą po nim wdowę.

## Rodzina
Jan Hlebowicz był trzykrotnie żonaty z:
- Anną Bartoszewicz, z którą miał:
  - Jadwigę Zofię za Michałem Sapiehą
- Zofią Pietkowicz, wdową po Janie Niemirowiczu Szczytcie, z którą miał:
  - Stanisława
  - Krystynę za Janem Komajewskim
  - Zofię za Jerzym Zenowiewiczem
  - Annę za Janem ks. Sołomereckim
  - Elżbietę za Melchiorem Szemiotem
- Anną (Hanną) ks. Zasławską, z którą miał:
  - Jana
  - Barbarę za Zygmuntem Wolskim
  - Annę
  - Elżbietę I voto Stanisław Narbut II voto Michał Wołowicz III voto Andrzej Odyńcewicz
  - Dorotę za Mikołajem Rejem z Rejowca
  - Jana ożenionego z Katarzyną Krotoską[2]